# Wolues FC
Der Wolues Football Club ist ein Fußballverein der Britischen Jungferninseln mit Sitz in Road Town. Der Verein spielt in der BVIFA National Football League.

## Geschichte
Gegründet wurde der Verein 2002 in Road Town. Das Team besteht mehrheitlich aus britischen und irischen Expats, die auf den Britischen Jungferninseln leben. Der Name des Vereins ist Berichten zufolge auf einen historischen Rechtschreibfehler bei der Gründung des Clubs zurückzuführen. Ursprünglich sollten sie Wolves heißen, blieben aber nach einem Verwaltungsfehler bei Wolues.
2019/20 gewann der Verein den Terry Evans Cup, den Presidents-Cup 2023 und 2023/24 die Meisterschaft der Britischen Jungferninseln.

## Stadion
Die Heimspielstätte des Vereins ist die A. O. Shirley Recreation Ground, die eine Kapazität von 2000 Zuschauern hat.

## Bekannte Spieler
- Philip Nelson   (2019- )